# 高速光度計
高速光度計是安裝在哈伯太空望遠鏡的科學儀器之一，他被設計得能夠快速的測量天體的光度變化和偏極性。他可以在紫外線、可見光和近紅外線的波段上，每10微秒測量一次光度。新穎的設計使他能透過各種濾鏡和孔徑去觀察，卻沒有任何運動的機件。
高速光度計是隨著哈伯太空望遠鏡一起升空的儀器之一，但因為主鏡的光學問題而未能成功的使用。在1993年12月，第一次的哈伯維護任務中，就被為矯正其他儀器光學問題的太空望遠鏡光軸補償校正光學（COSTAR）替換掉。

## 外部連結
- HSP Information at STSCI
- Instrument Handbook[永久]
- HSP at the University of Wisconsin's Space Astronomy Laboratory （页面存档备份，存于）